# Crassula tomentosa
Crassula tomentosa är en fetbladsväxtart som beskrevs av Carl Peter Thunberg. Crassula tomentosa ingår i släktet krassulor, och familjen fetbladsväxter. Utöver nominatformen finns också underarten C. t. glabrifolia.